# キャッシュ・マネジメント・システム
キャッシュ・マネジメント・システム (CMS, 英: Cash Management System) は、企業グループ全体の資金の状況を可視化し、資金の無駄遣いの防止や、資金の不足、不正など、資金に関わる様々なリスクに対応するための管理システムである。
CMSを活用することにより、親会社は、企業グループ全体の資金を一元的に管理することが可能になり、資金効率の向上や内部統制の強化を図ることができる。
CMSは、国内を対象にした国内CMSと、グローバルを対象にしたグローバルCMSに分かれる。
国内CMSは、国内で利用される単一の通貨(日本であれば円）を対象にしている。
グローバルCMSは、複数通貨を対象にしており、クロスボーダーでの資金決済に対応してる。
近年、クラウド技術の進歩や、安価なCMSの登場により、中堅・中小企業にも裾野が広がっている。

## 背景
日本においてキャッシュマネジメントは、1990年代に日本電気などの一部の先進企業により導入された。本格的な導入が始まったのは、連結決算が制度化された2000年頃からである。連結決算の対象となる企業グループでは、連結ベースでの財務基盤強化の一環として、キャッシュマネジメントを導入し、資金効率の向上を図った。
日本でCMSは、主に都市銀行が顧客企業に提供している。銀行にとってCMSは、企業のニーズに応え、取引シェアを高めるツールとして有効であり、銀行同士が競って開発したため、2000年以降、大企業を中心に急速に普及した。
欧米では地場の外国銀行が圧倒的なネットワークで日本企業にもCMSを提供してきたが、GDPが世界の半分を占めるアジア地域において日本の都市銀行が巻き返しを図り、欧米の銀行と競い合っている。

## 主要な機能
CMSには様々な種類と機能があるが、代表的な機能は以下のとおりである。

### キャッシュプーリング
親会社と複数の子会社の銀行口座間で自動的に資金移動（資金集中または資金配分）を行う。これにより親会社の銀行口座で、グループ全体の資金を一元化することができる。

### 支払代行・ネッティング
子会社からの依頼により、親会社が、子会社の取引先や従業員への支払を代行する機能。
支払先がグループ外の企業の場合、親会社の銀行口座から振り込み（支払代行）、グループ内の企業の場合、債権・債務の差額を資金決済するか、貸借の付け替えにより精算する。

### 流動性貸借管理
「キャッシュプーリング」や「支払代行・ネッティング」などにより発生する親会社・子会社間の貸借取引を記帳し、残高と利息を管理する機能。
子会社毎に貸借口座と与信枠を設け、CMSが自動的に貸借記帳を行う。返済期限は定めず、貸借残高に対して一定のタイミングで利息を計算し、精算する。

### 定期性貸借管理
設備資金の購入など長期の資金調達や運用を目的とした親会社・子会社間の貸借取引を管理する機能。
流動性貸借と異なり、返済期限の定めがあり、案件毎に契約期間や金利などの貸借条件を定める。

### 資金可視化
子会社の銀行口座の入出金実績情報(入出金取引、口座残高)を自動的に収集し、流動性リスク、為替変動リスク、支払不正リスク、債権回収リスクなど、資金に関わる様々なリスクの兆候を分析する機能。

### 資金繰り管理
子会社の銀行口座の入出金予定情報を収集し、CMSの利用に伴う親会社口座の入出金と残高を予測する機能。
また、入出金の予定と実績の比較が行え、グループ全体の資金繰り精度を把握できる。本機能を活用して資金繰り精度を改善することにより、親会社はグループ全体での資金の調達と運用の最適化を図ることができる。

### 会計記帳
CMSにより発生する親会社・子会社間の貸借取引や利息、手数料の精算に関わる仕訳データを作成し、会計システムに連携する機能。

## 導入効果

### 資金の効率化
親会社グループ全体の資金を一元的に管理することにより、余剰資金を有利子負債の返済や新たな投資に活用することができる。
また、支払いを集中することにより、振込手数料を削減できる。

### 内部統制の強化
CMSにより、子会社の資金の動き（口座残高や入出金の変化）を可視化し、親会社が把握することにより、資金の無駄遣い、不正の防止、資金繰りの悪化、為替差損などのリスク防止に役立つ。